# Ie Tarek I
Ie Tarek I is een bestuurslaag in het regentschap Aceh Utara van de provincie Atjeh, Indonesië. Ie Tarek I telt 491 inwoners (volkstelling 2010).